# Cistanche

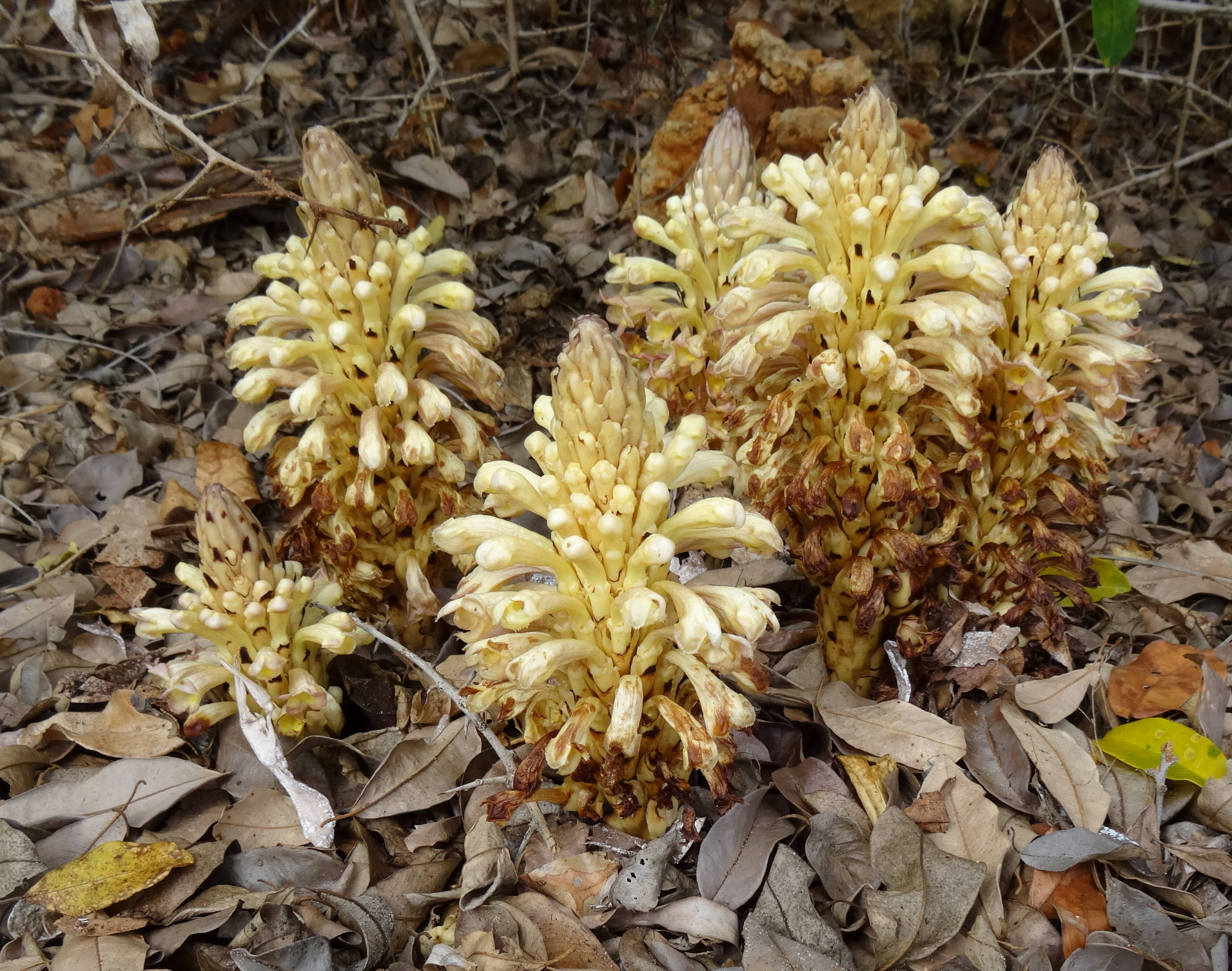
Cistanche tubulosa

Cistanche – rodzaj roślin z rodziny zarazowatych (Orobanchaceae). Obejmuje 25 gatunków. Zasięg rodzaju obejmuje południową Europę (dwa gatunki), północną i wschodnią Afrykę, południowo-zachodnią i centralną Azję. Są to pasożyty całkowite, których gospodarzami są rośliny z różnych rodzin, aczkolwiek najliczniejszą grupę stanowią przedstawiciele rodziny szarłatowatych (szeroko ujmowanych), m.in.: Anabasis, Arthrocnemum, Atriplex, Halimione, Haloxylon, Salsola, Suaeda. Do żywicieli należą poza tym rośliny z rodzin: astrowatych (Artemisia), bobowatych (Astragalus, Glycyrrhiza), rdestowatych (Calligonum), ołownicowatych (Limoniastrum), tamaryszkowatych (Tamarix) i parolistowatych (Tetraena, Zygophyllum).
Rośliny te lokalnie wykorzystywane są jako lecznicze i jadalne. Tuaregowie spożywają pędy Cistanche phelypaea podobnie jak szparagi. Do roślin wykorzystywanych jako lecznicze należy Cistanche deserticola, która eksploatowana jest z naturalnych stanowisk na wielką skalę (tylko w Mongolii pozyskanie roczne przekracza 70 ton).

## Morfologia

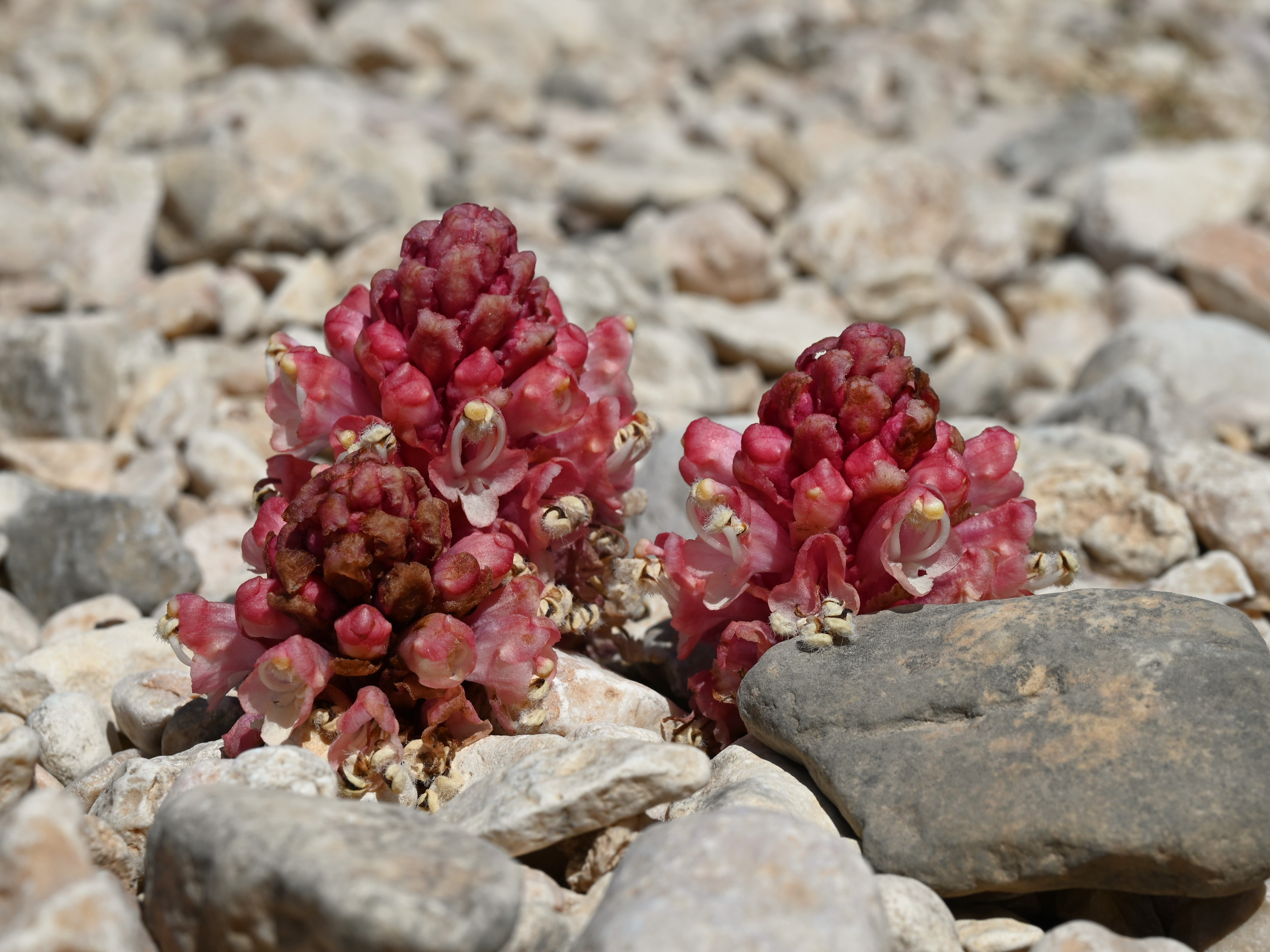
Cistanche rosea

PokrójBezzieleniowe, nagie rośliny zielne o pędach mięsistych, prosto wzniesionych, skróconych lub wydłużonych, zwykle nierozgałęzionych, ew. z 2–3 odgałęzieniami.
LiścieŁuskowate, siedzące, jajowate i całobrzegie.
KwiatyOkazałe, zebrane w kłosowaty kwiatostan. Kwiaty wsparte są przysadką i dwoma podkwiatkami, rzadko liści przykwiatowych brak. Kielich rurkowaty, zakończony 4 lub 5 łatkami, nierównymi lub równymi. Korona żółtawa do fioletowej, rurkowato-dzwonkowata, często wygięta, zwykle rozcięta do gardzieli, z pięcioma łatkami, zwykle podobnej wielkości, czasem z dolną wargą wywiniętą i rozciętą. Pręciki 4, schowane w gardzieli, zwykle z owłosionymi pylnikami. Zalążnia jajowata, jednokomorowa. Znamię na szczycie szyjki słupka rozwidlone lub podzielone dłoniasto, sama szyjka długa, smukła i trwała.
OwoceTorebki kulistawe lub jajowate, otwierające się dwiema, rzadziej trzema klapami, zawierające liczne, kulistawe nasiona o siateczkowatej łupinie.

## Systematyka
Pozycja systematyczna
Rodzaj z plemienia Orobancheae z rodziny zarazowatych (Orobanchaceae).
Wykaz gatunków
- Cistanche aethiopica Beck
- Cistanche afghanica Gilli
- Cistanche armena (K.Koch) M.V.Agab.
- Cistanche christisonioides Beck
- Cistanche compacta (Viv.) Bég. & A.Vacc.
- Cistanche deserticola Ma
- Cistanche feddeana K.S.Hao
- Cistanche fissa (C.A.Mey.) Beck
- Cistanche flava (C.A.Mey.) Korsh.
- Cistanche lanzhouensis Z.Y.Zhang
- Cistanche laxiflora Aitch. & Hemsl.
- Cistanche lutea (Desf.) Hoffmanns. & Link
- Cistanche mauritanica (Coss. & Durieu) Beck
- Cistanche mongolica Beck
- Cistanche phelypaea (L.) Cout.
- Cistanche ridgewayana Aitch. & Hemsl.
- Cistanche rosea Baker
- Cistanche salsa (C.A.Mey.) Beck
- Cistanche senegalensis (Reut.) Beck
- Cistanche sinensis Beck
- Cistanche speciosa Butkov
- Cistanche stenostachya Butkov
- Cistanche trivalvis (Trautv.) Korsh.
- Cistanche tubulosa (Schenk) Wight ex Hook.f.
- Cistanche violacea (Desf.) Hoffmanns. & Link